# المغاربة في إيطاليا
المغربي-الإيطالي هو الإيطالي من أصل مغربي أو التراثي. وفقا لتعداد السكان في إيطاليا سنة 2011، 452،424 إيطاليا (0.74٪ من مجموع السكان) يعتبرون أنفسهم من أصل مغربي. لا يزال المغاربة يشكلون ثالث أكبر مجموعة من الأقليات العرقية من غير السكان الأصليين في إيطاليا بعد الرومانيين والألبان.

## المدن ذات الجاليات المغربية الكبيرة
استنادا إلى إحصاءات المعهد الوطني الإيطالي تجريبي:
- تورينو 19185 (2،11٪ من كل سكان المدينة)
- ميلانو 7634
- روما 4026
- جنوة 3807
- بولونيا 3475
- مودينا 3430 (1،86٪)
- ريجيو اميليا 3240 (1،90٪)

## مشاهير المغاربة في إيطاليا
- مصطفى الربّاح (1971)، عداء للمسافات الطويلة
- نادية الجافيني (1977)، عداءة للمسافات الطويلة
- DJ أنس (1980)، وسجل منتج DJ
- مليكة عيّان (1984)، مغنية
- يونس خوريص (1989)، لاعب كرة القدم
- يونس حنين (1990)، لاعب كرة القدم

## وصلات داخلية
- مغاربة المهجر
- مغاربة ألمان
- مغاربة نرويجيون